# Suzuki Celerio
Der Suzuki Celerio ist ein Pkw-Modell des japanischen Automobilherstellers Suzuki, das als Weltauto sowohl für Schwellenländer als auch für den europäischen Markt entworfen wurde. Die fünftürige Schräghecklimousine ist der Kleinstwagenklasse zuzuordnen. In einigen Ländern, beispielsweise auf den Philippinen, wird auch das Modell Suzuki Alto unter dem Namen Suzuki Celerio vermarktet.
Die Namensteile „Cele“ und „rio“ sind aus dem Spanischen entlehnt und bedeuten zusammen in etwa „himmlischer Fluss“.

## 1. Generation (seit 2014)
| Sterne im Euro NCAP-Crashtest (2014) | 3 Sterne im Euro-NCAP-Crashtest |

### Der Celerio in Indien

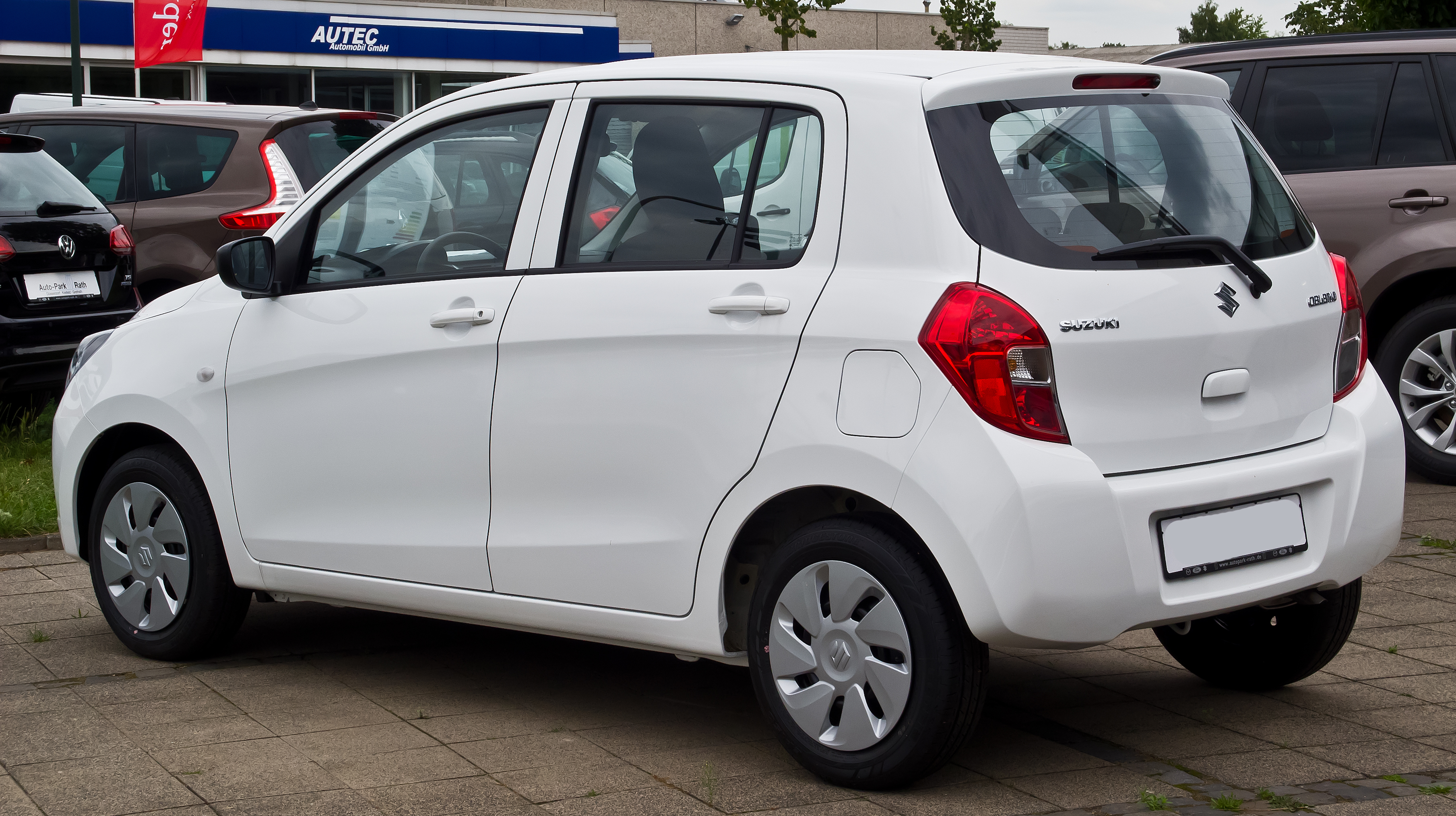
Heckansicht

Der für Indien vorgesehene Celerio der ersten Generation wurde von Maruti-Suzuki im indischen Manesar produziert. Er wurde auf der Auto Expo 2014 in Neu-Delhi präsentiert. Als Vorstufe kann das Konzeptauto A:Wind angesehen werden, das auf der Thailand International Motor Expo im November 2013 gezeigt wurde.
Es war nur ein 1,0-Liter-Dreizylinder und eine Variante mit Erdgasantrieb erhältlich. Die Sicherheitsausstattung beschränkt sich auf ABS und zwei Frontairbags. Als eine Besonderheit in dieser Klasse wurde der Celerio mit einem Automatikgetriebe angeboten.

### Der Celerio in Deutschland
Der für Europa vorgesehene Celerio wurde in Thailand produziert. Er wurde erstmals im März 2014 auf dem Genfer Auto-Salon präsentiert und war ab November 2014 in Deutschland erhältlich. Er unterscheidet sich vom indischen Celerio durch die in Europa vorgeschriebene Sicherheitsausstattung (bis zu sechs Airbags, ESP, Reifendruckkontrollsystem). Zunächst war nur ein 1,0-Liter-Dreizylindermotor mit 50 kW erhältlich. In der teureren Eco+-Variante sind eine Saugrohreinspritzung mit zwei Düsen pro Zylinder („Dualjet“) und ein Start-Stopp-System serienmäßig, was zusammen mit einer um 10 mm tiefer gelegten Karosserie den Normverbrauch auf 3,6 l/100 km senkt. Wie beim Celerio in Indien war auch ein Automatikgetriebe erhältlich.

#### Ausstattungsvarianten
Es werden drei Ausstattungsvarianten angeboten:
- Basic
- Club: unter anderem mit serienmäßiger Klimaanlage und CD-Radio
- Comfort: unter anderem zusätzlich zu Club mit Nebelscheinwerfern und Aluminiumrädern

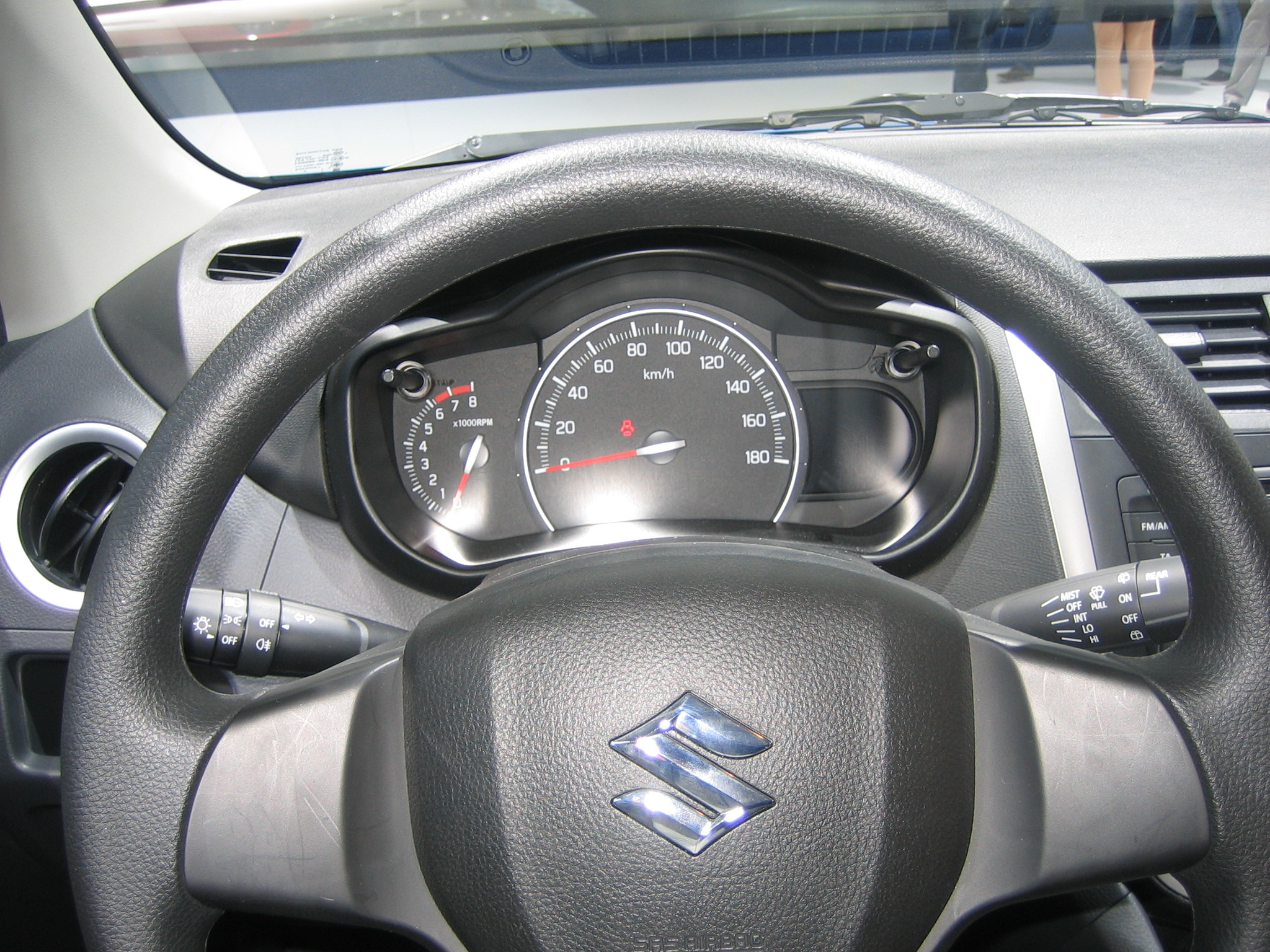
Cockpit des Suzuki Celerio

#### Technische Daten
Der Motor ist vorn quer eingebaut und treibt über ein lang übersetztes Fünfganggetriebe die Vorderräder an. Die Räder der Vorderachse sind einzeln aufgehängt (MacPherson-Federbeinen mit Querlenkern), hinten ist eine Verbundlenkerachse mit Schraubenfedern eingebaut. Als Bremsen gibt es vorn innenbelüftete Scheibenbremsen, hinten Trommelbremsen. Die Lenkung arbeitet elektrisch unterstützt mit Ritzel und Zahnstange.
| Modell                              | 1.0                                                                    |
| Motor                               | Reihenmotor                                                            |
| Zylinderzahl                        | 3 (12 Ventile)                                                         |
| Motorcode                           | K10B (bis 2016) / K10C (ab 2016)                                       |
| Hubraum (cm³)                       | 998                                                                    |
| Max. Leistung (kW/PS)               | 50/68 bei 6000/min                                                     |
| Max. Drehmoment (Nm)                | 90 bei 3500/min                                                        |
| Höchstgeschwindigkeit (km/h)        | 155                                                                    |

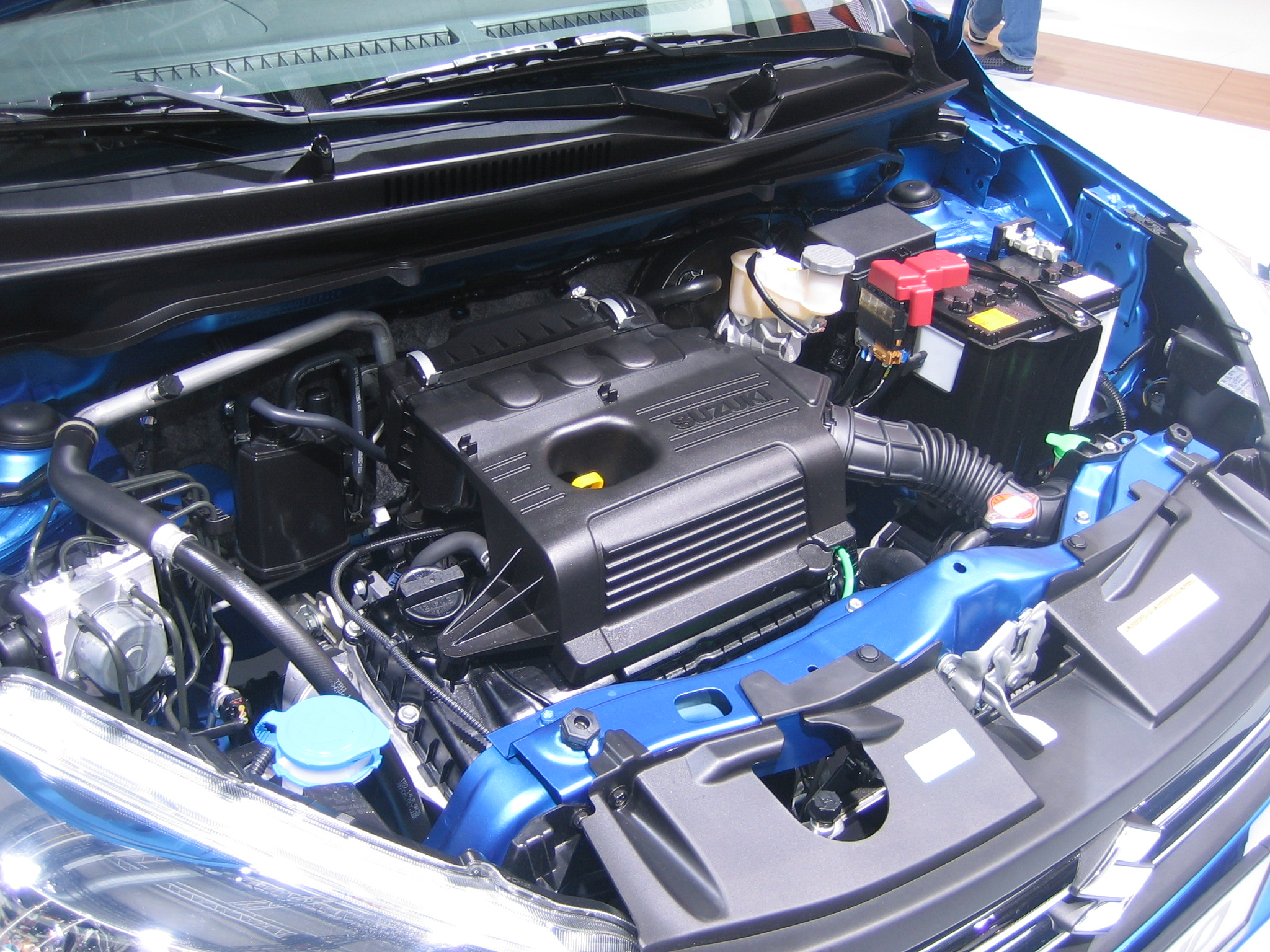
Blick in den Motorraum

| Getriebe (Serienmäßig)              | 5 Gang-Schaltgetriebe oder automatisiertes 5-Gang Schaltgetriebe (AGS) |
| Beschleunigung 0–100 km/h (s)       | 13,5 (Eco+: 13,0, AGS: 15,2)                                           |
| Verbrauch kombiniert (l/100 km)     | 4,3 S (Eco+: 3,6 S, AGS: 4,3 S)                                        |
| Kohlenstoffdioxid-Emissionen (g/km) | 99 (Eco+: 84, AGS: 99)                                                 |
| Tankinhalt (l)                      | 35                                                                     |

#### Zulassungszahlen
Zwischen 2014 und 2019 sind in der Bundesrepublik Deutschland insgesamt 16.044 Suzuki Celerio neu zugelassen worden. Bis 2018 stiegen die Zulassungszahlen kontinuierlich an. Im Sommer 2019 wurde das Fahrzeug zusammen mit dem Suzuki Baleno in der Bundesrepublik vom Markt genommen. Auf anderen Märkten in Afrika und Asien wird der Celerio weiterhin angeboten.
|  |

|  |

|  |

|  |

|  |

|  |

|  |

|  |

|  |

|  |

|  |

|  |

|  |

|  |

|  |

|  |

|  |

|  |

|  |

|  |

|  |

|  |

|  |

|  |

|  |

|  |

|  |

|  |

|  |

|  |

|  |

|  |

|  |

|  |

|  |

|  |

|  |

|  |

|  |

|  |

|  |

|  |

|  |

|  |

|  |

|  |

|  |

|  |

|  |

|  |

|  |

|  |

|  |

|  |

|  |

|  |

|  |

|  |

|  |

|  |

|  |

|  |

|  |

|  |

|  |

|  |

|  |

|  |

|  |

|  |

|  |

|  |

|  |

|  |

|  |

|  |

|  |

|  |

|  |

|  |

|  |

|  |

|  |

|  |

|  |

|  |

|  |

|  |

|  |

|  |

|  |

|  |

|  |

|  |

|  |

|  |

|  | Benziner (16.044) |

|  | Benziner (16.044) |

## 2. Generation (seit 2021)

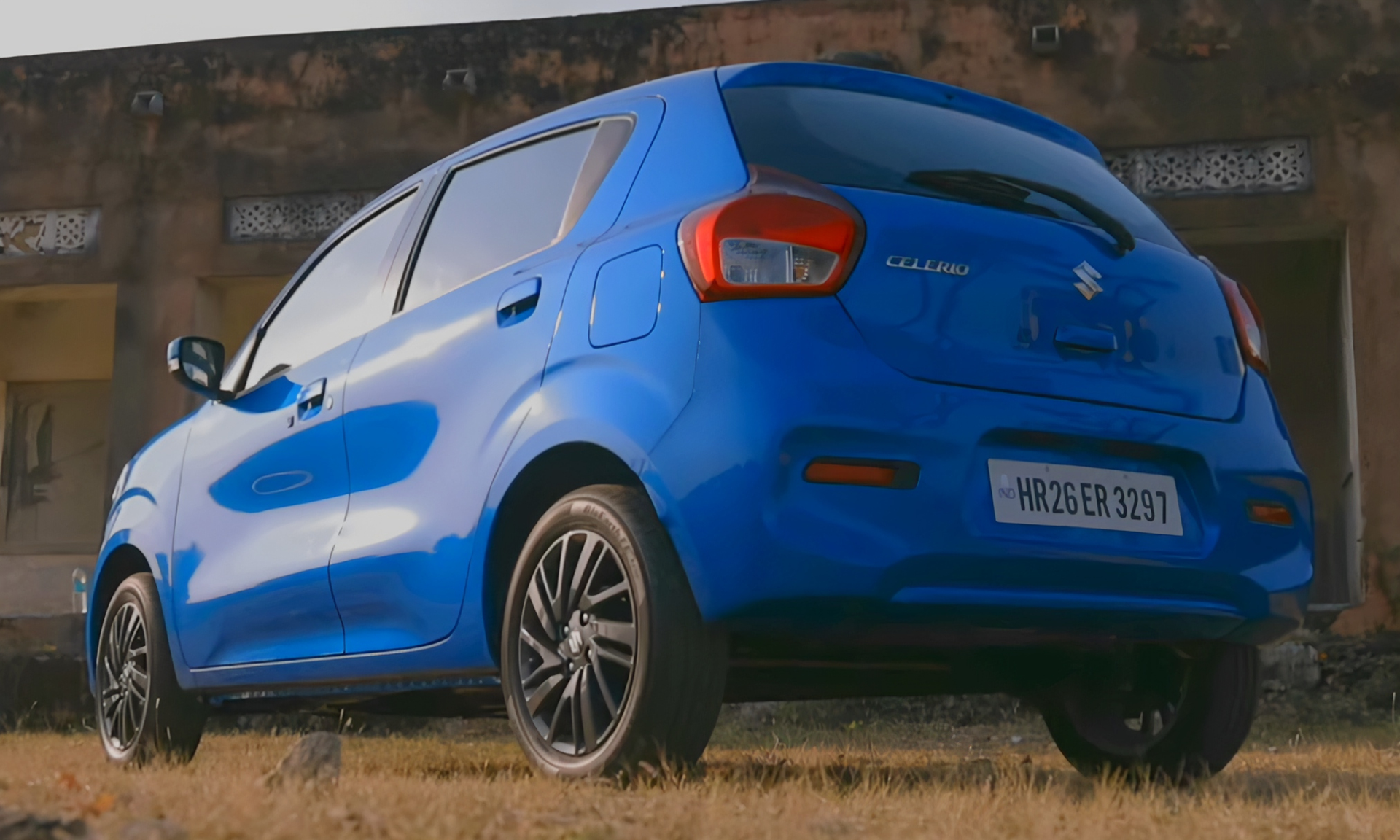
Heckansicht

Eine neue Generation der Baureihe wurde im November 2021 in Indien vorgestellt und dort auf dem Markt eingeführt. Gegenüber dem Vorgängermodell, das für einige Märkte weiter gebaut wird, ist sie rundlicher gestaltet. Angetrieben wird der Celerio wieder von einem 1,0-Liter-Dreizylindermotor. Serienmäßig hat er eine Start-Stopp-Automatik und ein 5-Gang-Schaltgetriebe; gegen Aufpreis ist ein 5-Gang-Automatikgetriebe verfügbar. In Europa wird die zweite Generation nicht mehr angeboten.
Seit 2023 wird das Fahrzeug in einigen Märkten Afrikas auch als Toyota Vitz verkauft.

### Technische Daten
|                                             | 1.0                        |
| Bauzeitraum                                 | seit 11/2021               |
| Motorkenndaten                              |                            |
| Motortyp                                    | R3-Ottomotor               |
| Motoraufladung                              | —                          |
| Hubraum                                     | 998 cm³                    |
| max. Leistung bei min−1                     | 49 kW (67 PS) / 5500       |
| max. Drehmoment bei min−1                   | 89 Nm / 3500               |
| Kraftübertragung                            |                            |
| Antrieb, serienmäßig                        | Vorderradantrieb           |
| Getriebe, serienmäßig                       | 5-Gang-Schaltgetriebe      |
| Getriebe, optional                          | [5-Gang-Automatikgetriebe] |
| Messwerte                                   |                            |
| Höchstgeschwindigkeit                       | 150 km/h [150 km/h]        |
| Beschleunigung, 0–100 km/h                  | 15,8 s [15,8 s]            |
| Kraftstoffverbrauch auf 100 km (kombiniert) | 4,4 l Super [4,2 l Super]  |
| Tankinhalt                                  | 32 l                       |